# Tytsjerksteradiel
Tytsjerksteradiel (Tietjerksteradeel en neerlandès) és un municipi de la província de Frísia, al nord dels Països Baixos. L'1 de gener de 2009 tenia 32.307 habitants repartits per una superfície de 161,42 km² (dels quals 11,83 km² corresponen a aigua). Limita al nord amb Leeuwarderadeel, Ferwerderadiel i Dantumadiel, a l'oest amb Ljouwert, a l'est amb Achtkarspelen i al sud Boarnsterhim i Smallingerland.

## Administració
El consistori actual, després de les eleccions municipals de 2007, és dirigit per G. J. Polderman. El consistori municipal consta de 23 membres, compost per:
- Crida Demòcrata Cristiana, (CDA) 7 escons
- Partit del Treball, (PvdA) 7 escons
- Partit Nacional Frisó, (FNP) 3 escons
- Partit Popular per la Llibertat i la Democràcia, (VVD) 2 escons
- GroenLinks, 2 escons
- ChristenUnie, 1 escó
- Gemeinden Belangen, 1 escó

## Galeria d'imatges

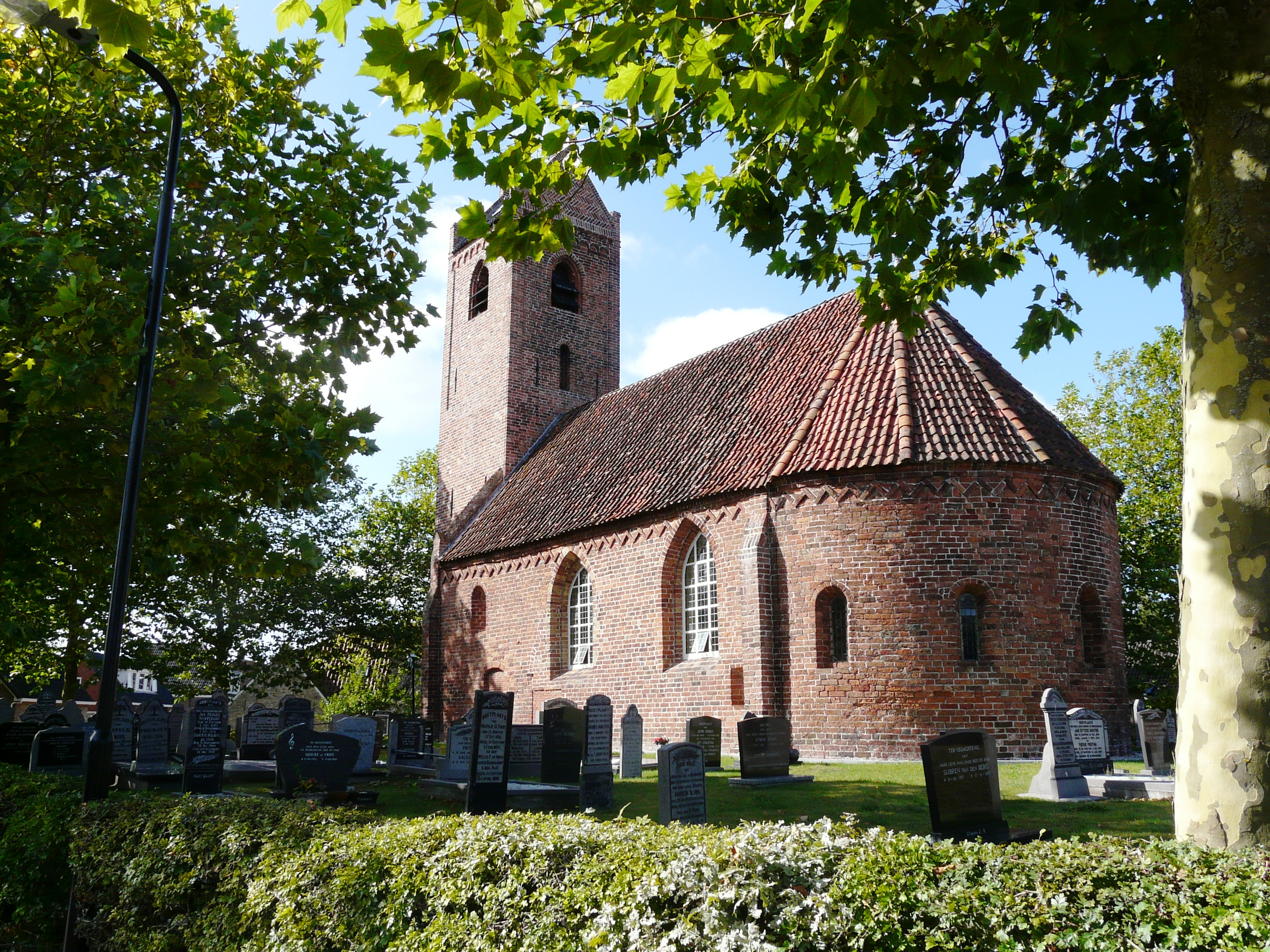
L'església de Jistrum (s. XIII)
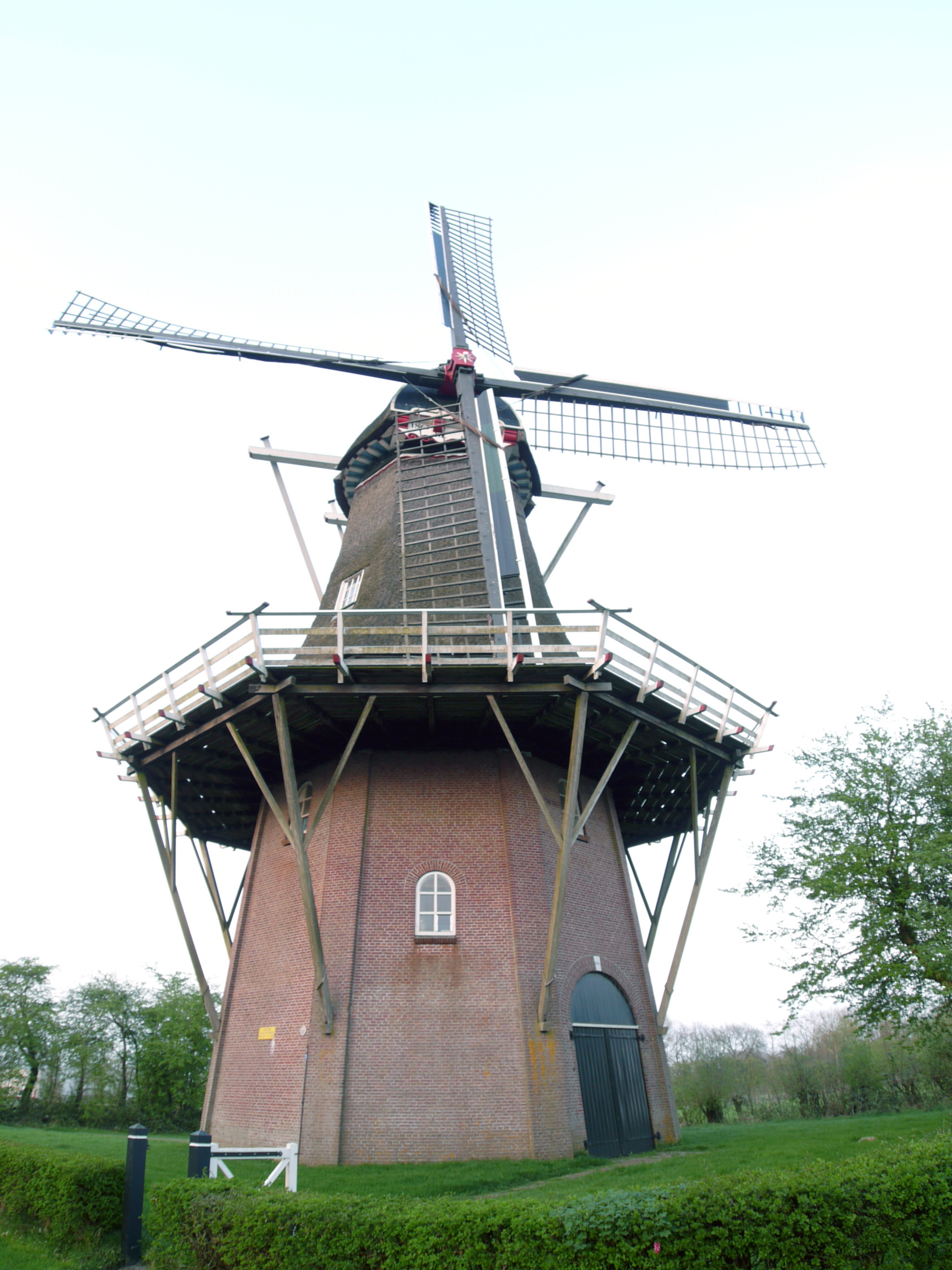
Gristmill ‘De Hoop’ a Sumar (1882)
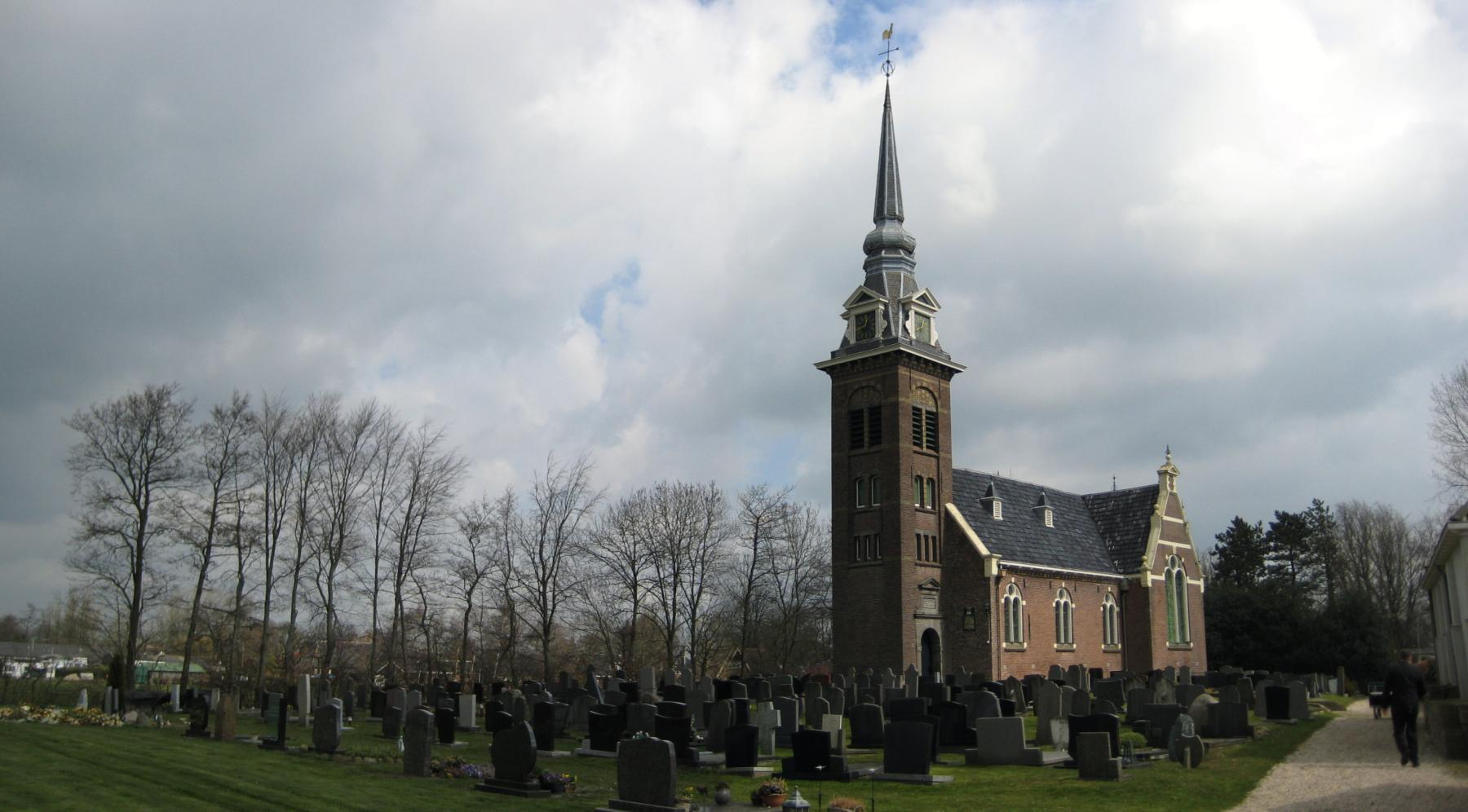
Església de Tytsjerk.
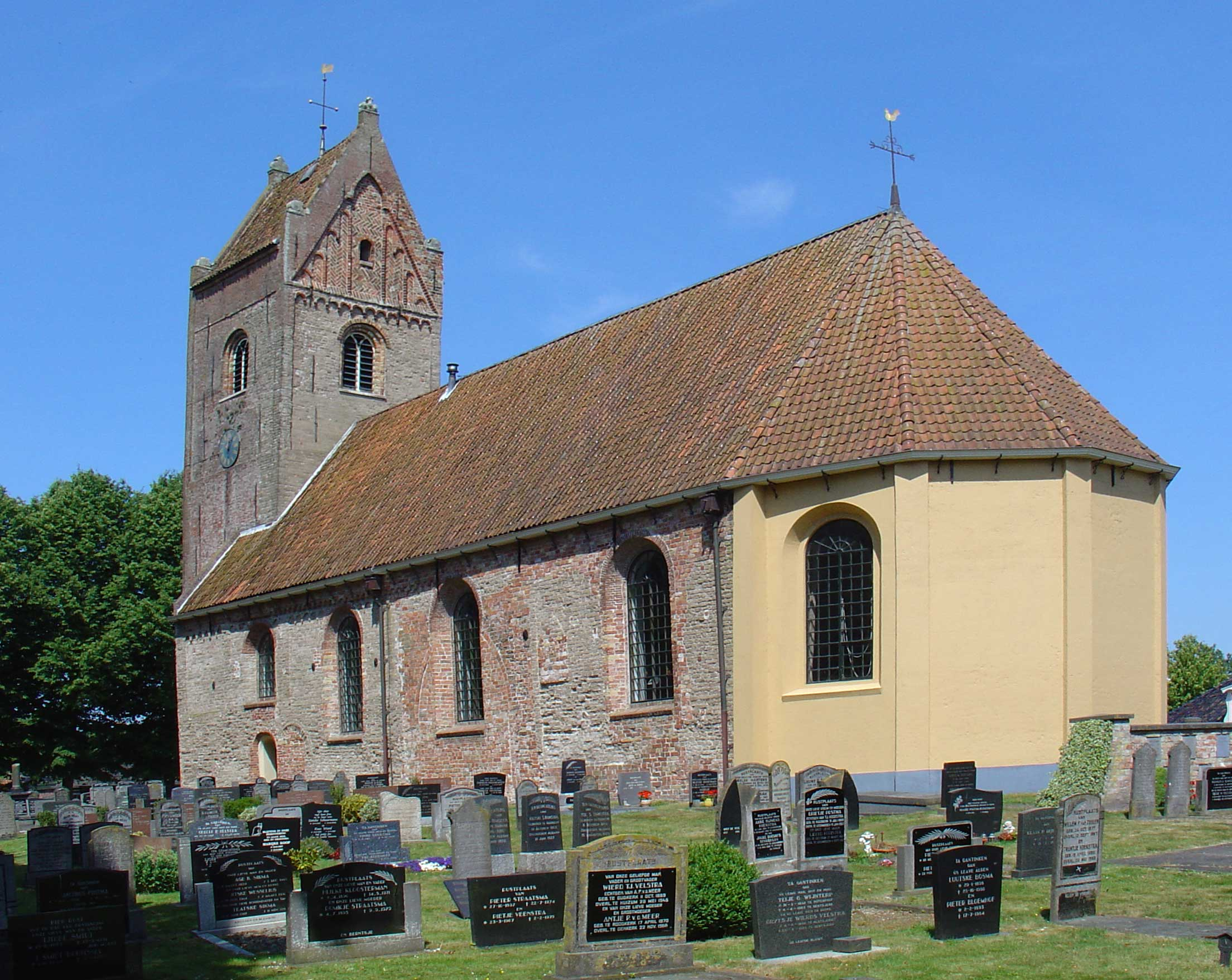
L'església d'Aldtsjerk (s. XII).